# Agustoni
Agustoni é um município da La Pampa, na Argentina.